# Baron North

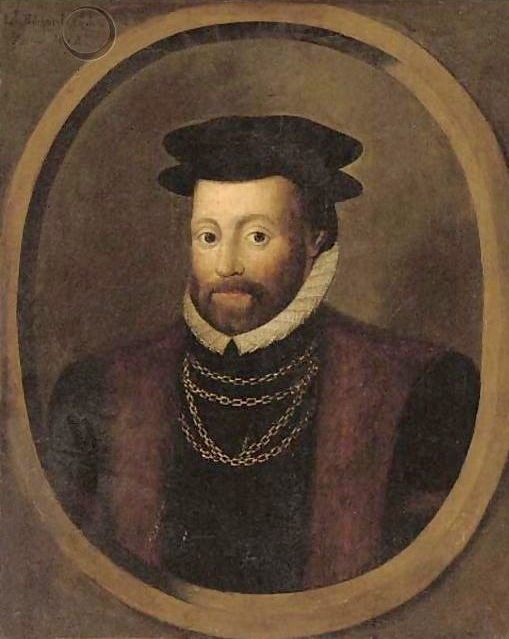
Edward North, 1. Baron North

Baron North, of Kirtling Tower in the County of Cambridge, ist ein erblicher britischer Adelstitel in der Peerage of England, eine barony by writ. Er wurde bisher nur einmal verliehen und ist seit 1941 in Abeyance.

## Verleihung und weitere Titel
Der Titel wurde am 17. Februar 1554 durch Writ of Summons von Königin Maria I. für Sir Edward North geschaffen. Dieser war der Sohn eines Londoner Kaufmanns, der als Anwalt Karriere gemacht hatte. Er war dreimal Abgeordneter im House of Commons für Cambridgeshire gewesen und hatte verschiedene Ämter innegehabt.
Am 24. Oktober 1673 wurde der spätere 5. Baron North, durch Writ of Summons zum Baron Grey of Rolleston, in the County of Stafford, erhoben. Sein Sohn und Nachfolger William North, 6. Baron North und 2. Baron Grey of Rolleston starb ohne legitime Nachkommen, so dass dieser Titel mit seinem Tod 1734 wieder erlosch, während der Titel Baron North an einen Cousin Francis North, 3. Baron Guilford als 7. Baron North fiel. Dieser hatte bereits seit 1729 den Titel Baron Guilford inne und wurde 1752 zum Earl of Guilford erhoben. Dessen Sohn, Frederick North, Lord North, der spätere 2. Earl, war von 1770 bis 1782 britischer Premierminister. Beim Tod von dessen Sohn, dem 3. Earl, fielen 1802 die beiden Baronien in Abeyance zwischen dessen Töchtern und das Earldom an dessen Bruder. Die Abeyance der Baronie North wurde 1841 zugunsten der zweitgeborenen Tochter des 3. Earl als 10. Baroness beendet.
Nachdem der 13. Baron North 1941 kinderlos starb, fiel der Titel zwischen seinen beiden Schwestern in Abeyance.

## Liste der Barone North (1554)
- Edward North, 1. Baron North (um 1496–1564)
- Roger North, 2. Baron North (um 1529–1600)
- Dudley North, 3. Baron North (1582–1666)
- Dudley North, 4. Baron North (1602–1677)
- Charles North, 5. Baron North, 1. Baron Grey of Rolleston (um 1636–1690)
- William North, 6. Baron North, 2. Baron Grey of Rolleston (1673–1734)
- Francis North, 1. Earl of Guilford, 7. Baron North (1704–1790)
- Frederick North, 2. Earl of Guilford, 8. Baron North (1732–1792)
- George North, 3. Earl of Guilford, 9. Baron North (1757–1802) (Titel 1802 abeyant)
- Susan North, 10. Baroness North (1797–1884) (Abeyance beendet)
- William North, 11. Baron North (1836–1932)
- William North, 12. Baron North (1860–1938)
- John North, 13. Baron North (1917–1941) (Titel 1941 abeyant)